# Нурызово
Нурызово — деревня в Балезинском районе Удмуртии. Входит в состав Пыбьинского сельского поселения.

## География
Деревня расположена на северо-востоке республики на расстоянии примерно в 5 километрах по прямой к западу от районного центра Балезина.
Часовой пояс
Деревня Нурызово как и вся Удмуртия, находится в часовой зоне МСК+1. Смещение применяемого времени относительно UTC составляет +4:00.

## Население
| 2010 | 2012 | 2014 |
| ---- | ---- | ---- |
| 139  | →139 | ↗159 |

Национальный состав
Согласно результатам переписи 2002 года, в национальной структуре населения удмурты составляли 93 % из 158 чел..